# Йост Вейнгауд
Йост Вейнгауд (Joost Wijnhoud; нар. 10 червня 1969) — колишній чехословацький тенісист.
Найвищу одиночну позицію світового рейтингу — 393 місце досяг 27 липня 1992, парну — 283 місце — 12 жовтня 1992 року.

## Титули ATP Челленджер

### Парний розряд: (1)
| Ранг | Дата     | Турнір                                | Покриття | Партнер           | Суперники                 | Рахунок  |
| ---- | -------- | ------------------------------------- | -------- | ----------------- | ------------------------- | -------- |
| 1.   | Сер 1992 | Open Castilla y León Сеговія, Іспанія | Тверде   | Міке ван ден Берґ | Ндука Одізор Роберто Саад | 7–6, 7–6 |